# Saccocirrus waianaensis
Saccocirrus waianaensis är en ringmaskart som beskrevs av Bailey-Brock, Dreyer och Brock 2003. Saccocirrus waianaensis ingår i släktet Saccocirrus och familjen Saccocirridae. Inga underarter finns listade i Catalogue of Life.